# Jennifer Taylor
Jennifer Taylor (geb. Bini; * 19. April 1972 in Hoboken, New Jersey) ist eine US-amerikanische Schauspielerin.

## Leben
Jennifer Taylor studierte Sozialwissenschaften auf der Ashford University in Clinton, Iowa und beendete das Studium mit einem Bachelor. Nach dem Studium arbeitete sie als Fotomodell. In dieser Zeit wurde sie auch für einen Werbefilm gebucht, in dem sie eine kleine Sprechrolle hatte, und das gefiel ihr so gut, dass sie danach Schauspielunterricht nahm. In dem Kinofilm von 1998 Wild Things, ein Erotikthriller, hatte sie neben Neve Campbell und Denise Richards eine kleine Rolle. Damals noch unter den Namen Jennifer Bini Taylor. Danach spielte sie in der Figur der Laura Riley, als eine der Hauptdarstellerinnen in der Fernsehserie Miami Sands (1998–2002 in zwei Staffeln) mit. Aber große internationale Bekanntheit erlangte sie erst mit der Darstellung der „Chelsea“ Christine Melini (2008–2015 in 36 Folgen), als Verlobte von Charlie Harper, gespielt von Charlie Sheen in der Fernsehserie Two and a Half Men.

## Privatleben
Taylor wuchs in Coral Springs in Florida auf und lebt mit ihrem Mann, Paul Taylor, und ihren zwei Kindern in Los Angeles.

## Filmografie (Auswahl)
- 1998: Wild Things
- 1998–2002: Miami Sands (Fernsehserie)
- 1998: Maximum Bob (Fernsehserie, eine Folge)
- 1998: Der Guru (Holy Man)
- 1998: Waterboy – Der Typ mit dem Wasserschaden (The Waterboy)
- 2000: Pacific Blue – Die Strandpolizei (Pacific Blue, Fernsehserie, eine Folge)
- 2000: Diagnose: Mord (Diagnosis Murder, Fernsehserie, eine Folge)
- 2000: Im Schatten des Meisters (The Disciples, Fernsehfilm)
- 2000: Arli$$ (Fernsehserie, eine Folge)
- 2000: Yes, Dear (Fernsehserie, eine Folge)
- 2001: Nathan’s Choice (Fernsehfilm)
- 2003–2015: Two and a Half Men (Fernsehserie, 39 Folgen)
- 2005: Charmed – Zauberhafte Hexen (Charmed, Fernsehserie, eine Folge)
- 2005: Wo die Liebe hinfällt … (Rumor Has It…)
- 2006: Las Vegas (Fernsehserie, eine Folge)
- 2008: Ghost Whisperer – Stimmen aus dem Jenseits (Ghost Whisperer, Fernsehserie, eine Folge)
- 2008: Unhitched (Fernsehserie, eine Folge)
- 2012: Sprawl
- 2012–2013: Burn Notice (Fernsehserie, vier Folgen)
- 2014: Like a Country Song
- 2015: Navy CIS (Fernsehserie, eine Folge)
- 2015: Street Level
- 2016: A Life Lived
- 2016: Emma's Chance
- 2016: Arlo – The Burping Pig
- 2016: Stalked by My Mother (Fernsehfilm)
- 2016: Mom (Fernsehserie, eine Folge)
- 2016–2018: Shameless (Fernsehserie, sechs Folgen)
- 2017: Death's Door (Fernsehserie, eine Folge)
- seit 2018: Schatten der Leidenschaft (The Young and the Restless, Fernsehserie)
- 2018: Gott ist nicht tot – Ein Licht in der Dunkelheit (God’s Not Dead: A Light in Darkness)
- 2018: Family Vanished
- 2019: In Bed with a Killer
- 2020: Twisted Twin
- 2021: Hostage House
- 2022: Christmas on Repeat
- 2022: Saved by Grace (Fernsehserie, fünf Folgen)
- 2023: Baby Dust
- 2023: Bookie (Fernsehserie, eine Folge)
- 2024: Holiday for Hire